# Druivenkoers 1987
La Druivenkoers 1987, ventisettesima edizione della corsa, si svolse il 25 agosto 1987 su un percorso con partenza e arrivo a Overijse. Fu vinta dall'olandese Adrie van der Poel della PDM-Ultima-Concorde davanti al suo connazionale Gert Jakobs e al belga Noël Segers.

## Ordine d'arrivo (Top 10)
| Pos. | Corridore          | Squadra                         | Tempo |
| ---- | ------------------ | ------------------------------- | ----- |
| 1    | Adrie van der Poel | PDM-Ultima-Concorde             |       |
| 2    | Gert Jakobs        | Superconfex-Kwantum Hallen-Yoko |       |
| 3    | Noël Segers        | Lucas-Mullers-Orbea             |       |
| 4    | Jef Lieckens       | Lotto-Eddy Merckx               |       |
| 5    | Nico Verhoeven     | Superconfex-Kwantum Hallen-Yoko |       |
| 6    | Soren Lilholt      | Système U                       |       |
| 7    | Phil Anderson      | Panasonic                       |       |
| 8    | Patrick Onnockx    | ADR-Fangio-IOC-MBK              |       |
| 9    | Marc Sergeant      | Lotto-Eddy Merckx               |       |
| 10   | Peter Harings      | Panasonic                       |       |